# Tylecodon kritzingeri
Tylecodon kritzingeri är en fetbladsväxtart som beskrevs av E.J. van Jaarsweld. Tylecodon kritzingeri ingår i släktet Tylecodon och familjen fetbladsväxter. Inga underarter finns listade i Catalogue of Life.